# Dr. Slump e Arale - The Movie - Wonder Island, l'isola delle meraviglie
Dr. Slump e Arale - The Movie - Wonder Island, l'isola delle meraviglie (Dr.スランプ アラレちゃん ハロー!不思議島?, Dr. Suranpu: Arare-chan harō! Fushigi shima) è un film del 1981 diretto da Minoru Okazaki. È il primo cortometraggio anime tratto dal manga Dr. Slump di Akira Toriyama. Il film è basato sui capitoli 32 e 33 del manga, e fu distribuito in Giappone il 18 luglio 1981 come parte del festival Tōei Manga Matsuri insieme a La carica dei cento e uno e Taiyō Sentai Sun Vulcan.

## Trama
La famiglia Norimaki si dirige verso la strana Isola delle Meraviglie dopo che Senbee ha trovato in una delle sue riviste spinte una VHS in cui il suo defunto padre gli fornisce istruzioni su come creare un filtro d'amore (da lui stesso usato per trovare moglie) il cui ingrediente principale è una lacrima del Grande Demone Gyasuka, che vive sull'isola. Una volta arrivati, vengono informati da una vampira che per arrivare dal demone devono piantare nel minuscolo lago Ccia dei semi di convolvolo. Come nella fiaba di "Jack e la pianta di fagioli", i semi fanno crescere una pianta enorme che conduce la famiglia alla dimora tra le nuvole del gigantesco Gyasuka. Arale ottiene una lacrima del demone colpendolo con la sua stessa clava, ma poi le sue batterie si scaricano e Gyasuka viene sconfitto da Gacchan appena in tempo. Al ritorno a casa, Senbee prepara il filtro e il giorno dopo invita Midori per farglielo bere. Mentre lui va ad accogliere la maestra, però, Arale porta via il filtro per farlo vedere ai suoi amici e lo rovescia addosso a un albero inciampando su un sasso, così lo sostituisce con della normale acqua. Mentre Senbee si accinge a far bere a Midori quello che lui crede essere il filtro, viene approcciato dall'albero che si è innamorato di lui.

## Distribuzione

### Edizione italiana
L'edizione italiana del film fu distribuita esclusivamente in VHS nel 1999 ed è a cura di Dynamic Italia. Il doppiaggio fu eseguito dalla Coop. Eddy Cortese e diretto da Paolo Cortese su dialoghi di Paolo Sala, con un cast differente da quelli della serie TV e un adattamento dei nomi più vicino a quello del manga (le uniche differenze sono Gacchan che è chiamata Gatchan e Gyasuka a cui viene aggiunto l'appellativo "Re").